# The Boulet Brothers' Dragula (5ª temporada)
A quinta temporada do reality show The Boulet Brothers' Dragula estreou em 31 de Outubro de 2023, com transmissão pela AMC+ e Shudder, nos Estados Unidos.
A temporada foi confirmada em pelo Shudder em 7 de Dezembro de 2021.

## Produção
Através da página oficial do programa no Instagram, em 15 de Dezembro de 2022, foi anunciado que o processo de seleção dos participantes estava aberto, se encerrando apenas oito semanas mais tarde, em 31 de Janeiro de 2023.
Em 19 de Setembro de 2023, foi anunciado que o vencedor da  terceira temporada do programa, Landon Cider, se juntaria ao painel de jurados como um jurado rotativo.
O elenco foi revelado oficialmente em 3 de Outubro de 2023, apresentando 11 participantes competindo pelo título de "Próximo Supermonstro Drag do Mundo" e um prêmio de 100 mil dólares americanos.
Niohuru X foi a vencedora da temporada, em 16 de Janeiro de 2024, se tornando a primeira competidora internacional a vencer Dragula, com Blackberri, Orkgotik e Throb Zombie sendo as finalistas.

## Participantes
Os 11 competidores da quinta temporada.
| Participante         | Idade | Origem                  | Colocação                                       |
| -------------------- | ----- | ----------------------- | ----------------------------------------------- |
| Niohuru X            | NA    | Tianjin, China          | Vencedora (em 16 de Janeiro de 2024)            |
| Blackberri           | 33    | Houston, TX             | Finalistas (em 16 de Janeiro de 2024)           |
| Orkgotik             | NA    | Buenos Aires, Argentina | Finalistas (em 16 de Janeiro de 2024)           |
| Throb Zombie         | 34    | Boston, MA              | Finalistas (em 16 de Janeiro de 2024)           |
| Fantasia Royale Gaga | 35    | Miami, FL               | 5° Lugar (Eliminada em 19 de Dezembro de 2023)  |
| Cynthia Doll         | 30    | Kansas City, MO         | 6° Lugar (Eliminada em 12 de Dezembro de 2023)  |
| Jay Kay              | NA    | Brooklyn, NY            | 7° Lugar (Eliminado em 4 de Dezembro de 2023)   |
| Anna Phylactic       | 41    | Manchester, Inglaterra  | 8° Lugar (Eliminada em 28 de Novembro de 2023)  |
| Jarvis Hammer        | NA    | Atlanta, GA             | 9° Lugar (Eliminado em 21 de Novembro de 2023)  |
| Satanna              | NA    | Los Angeles, CA         | 10° Lugar (Eliminada em 14 de Novembro de 2023) |
| Onyx Ondyx           | NA    | Filadélfia, PA          | 11° Lugar (Eliminada em 7 de Novembro de 2023)  |

## Progresso dos participantes
| Participantes        | 1      | 2      | 3      | 4      | 5      | 6      | 7      | 8      | 9         | 10        |
| -------------------- | ------ | ------ | ------ | ------ | ------ | ------ | ------ | ------ | --------- | --------- |
| Niohuru X            | VENCEU | BOM    | BOM    | BOM    | BTM2   | BOM    | VENCEU | BTM4   | Finalista | Vencedora |
| Blackberri           | BOM    | SALVA  | SALVA  | RUIM   | SALVA  | VENCEU | BOM    | BTM4   | Finalista | Finalista |
| Orkgotik             | BOM    | BOM    | BTM3   | BOM    | VENCEU | RUIM   | BTM2   | VENCEU | Finalista | Finalista |
| Throb Zombie         | SALVA  | VENCEU | BOM    | SALVA  | BOM    | BOM    | BOM    | BTM4   | Finalista | Finalista |
| Fantasia Royale Gaga | SALVA  | SALVA  | SALVA  | VENCEU | SALVA  | BTM2   | RUIM   | EXTRM  | Convidada |           |
| Cynthia Doll         | SALVA  | BTM2   | SALVA  | SALVA  | BOM    | SALVA  | EXTRM  |        | Convidada |           |
| Jay Kay              | EXTRM  | SALVA  | VENCEU | BTM2   | BOM    | EXTRM  |        |        | Convidada |           |
| Anna Phylactic       | SALVA  | RUIM   | BTM3   | SALVA  | EXTRM  |        |        |        | Convidada |           |
| Jarvis Hammer        | SALVA  | SALVA  | SALVA  | EXTRM  |        |        |        |        | Convidada |           |
| Satanna              | BTM2   | SALVA  | EXTRM  |        |        |        |        |        | Convidada |           |
| Onyx Ondyx           | RUIM   | EXTRM  |        |        |        |        |        |        | Convidada |           |

     O participante venceu The Boulet Brothers' Dragula Season 5.
     Os participantes se tornaram finalistas da temporada.
     O participante venceu o desafio da semana.
     O participante recebeu críticas positivas, mas foi declarada "salva" no último instante.
     O participante recebeu críticas negativas, mas foi declarada "salva" no último instante.
     A participante foi declarada como "salva", mas recebeu feedback dos Boulet Brothers.
     A participante esteve apta à exterminação.
     A participante foi exterminada.

## Exterminações
| Episódio | Participantes        | Participantes  | Participantes  | Desafio | Exterminado          |
| -------- | -------------------- | -------------- | -------------- | --- | -------------------- |
| 1        | Jay Kay              | vs.            | Satanna        | Fazer uma trilha de 8km e pular (bungee jump) de uma ponte.                                                  | Jay Kay              |
| 2        | Cynthia Doll         | vs.            | Onyx Ondyx     | Usando apenas a boca, passar a maior quantidade de vermes vivos de um recipiente para o outro.               | Onyx Ondyx           |
| 3        | Anna Phylactic       | Anna Phylactic | Anna Phylactic | Ser amarrado à uma cama enquanto tem seu corpo coberto por queijo e ratos.                                   | Satanna              |
| 3        | Orkgotik             |                |                | Ser amarrado à uma cama enquanto tem seu corpo coberto por queijo e ratos.                                   | Satanna              |
| 3        | Satanna              |                |                | Ser amarrado à uma cama enquanto tem seu corpo coberto por queijo e ratos.                                   | Satanna              |
| 4        | Jarvis Hammer        | vs.            | Jay Kay        | Realizar um lipsync no palco, sem preparação, da música "Worldwide Torture", da Jazmin Bean.                 | Jarvis Hammer        |
| 5        | Anna Phylactic       | vs.            | Niohuru X      | Fazer uma tatuagem indecente em alguma parte do corpo.                                                       | Anna Phylactic       |
| 6        | Fantasia Royale Gaga | vs.            | Jay Kay        | Ser conectado a um simulador de "parto alienígena" e aguentar a dor por mais tempo que o outro participante. | Jay Kay              |
| 7        | Cynthia Doll         | vs.            | Orkgotik       | Atravessar um labirinto de lasers. Cada passo errado gera um choque de 10 mil volts no participante.         | Cynthia Doll         |
| 8        | Blackberri           | vs.            | Niohuru X      | Lutar, em pares, com bastões (pugil sticks).                                                                 | Fantasia Royale Gaga |
| 8        | Fantasia Royale Gaga | vs.            | Throb Zombie   | Lutar, em pares, com bastões (pugil sticks).                                                                 | Fantasia Royale Gaga |

     A participante foi exterminada após sua primeira participação em um desafio de exterminação.
     A participante foi exterminada após sua segunda participação em um desafio de exterminação.
     A participante foi exterminada após sua terceira participação em um desafio de exterminação.

## Jurados convidados
| Episódio | Jurados convidados |
| -------- | --- |
| 1        | Mike Flanagan, cineasta e escritor Felissa Rose, atriz e produtora                                                                  |
| 2        | Matthew Lillard, ator e diretor |
| 3        | Tananarive Due, autora e educadora                                                                                                  |
| 4        | Nenhum |
| 5        | Dahli, vencedor da quarta temporada de Dragula Jazmin Bean, cantora/compositora                                                     |
| 6        | David Dastmalchian, ator Lauren LaVera, atriz e dublê                                                                               |
| 7        | Victoria Black, vencedora da primeira temporada de The Boulet Brothers' Dragula: Titans Darren Stein, diretor, roterista e produtor |
| 8        | Kevin Smith, diretor, produtor, roterista, ator e autor de HQs Harley Quinn Smith, atriz                                            |

## Episódios
| Episódio | Título                       | Data de exibição original | Resumo do episódio |
| -------- | ---------------------------- | ------------------------- | --- |
| 1        | Terror in The Woods          | 31 de Outubro de 2023     | Desafio do Fright Feat: Atravessar uma floresta à noite até o acampamento. Caso o participante não chegue ao final, será imediatamente exterminado. Prêmio do Fright Feast: Kit da Black Moon Cosmetics. Vencedor do Fright Feat: Todos. Desafio do Floor Show: Criar e apresentar um look inspirado no tema "Terror na Floresta". Vencedora do Floor Show: Niohuru X. Desafio de Exterminação: Realizar uma trilha de 8km até a "Ponte de Lugar Nenhum" (Bridge of Nowhere) e saltar de bungee jump. Paricipantes: Jay Kay e Satanna Exterminado: Jay Kay |
| 2        | Trash Can Children           | 7 de Novembro de 2023     | Desafio do Fright Feat: Ser o mais rápido a tomar uma "vitamina de lixo". Prêmio do Fright Feast: Amaldiçoar outro participante a se preparar para o Floor Show em um banheiro químico. Vencedor do Fright Feat: Jay Kay. Amaldiçoada: Cynthia Doll Desafio do Floor Show: Criar e apresentar um look inspirado no tema "Thrashcan Children" de forma nojenta. Vencedor do Floor Show: Throb Zombie. Desafio de Exterminação: Usando a boca, transferir vermes vivos de um recipiente ao outro. O participante que passar mais vermes vence a exterminação. Participantes: Cynthia Doll e Onyx Ondyx Exterminado: Onyx Ondyx |
| 3        | The Haunted Hotel            | 14 de Novembro de 2023    | Desafio do Fright Feat: Escolher uma das chaves de quarto. Uma delas garante a vitória no Fright Feat. Prêmio do Fright Feast: O vencedor poderá usar a chave para salvar um participante, se salvar ou enviar alguém diretamente para o desafio de exterminação. Vencedor do Fright Feat: Jarvis Hammer. Escolha do Vencedor: Jarvis Hammer usou a chave para enviar Orkgotik para a exterminação. Desafio do Floor Show: Criar e apresentar um look inspirado no tema "Hotel Assombrado" e perfomar uma dublagem da música de 1913 "At the Devil's Ball", de Irving Berlin. Vencedor do Floor Show: Jay Kay. Desafio de Exterminação: Ser amarrado a uma cama enquanto é coberto de queijo e ratos. Participantes: Anna Phylactic, Orkgotik e Satanna Exterminado: Satanna |
| 4        | Monster of Rock (Parte 1)    | 21 de Novembro de 2023    | Desafio do Floor Show: Criar e apresentar um look inspirado no tema "Monstros do Rock" para seguir para a batalha das bandas, no episódio seguinte. Vencedora do Floor Show: Fantasia Royale Gaga. Desafio de Exterminação: Sem preparação, performar um lipsync da música "Worldwide Torture", de Jazmin Bean. Participantes: Jay Kay e Jarvis Hammer Exterminado: Jarvis Hammer |
| 5        | Monsters of Rock (Parte 2)   | 28 de Novembro de 2023    | Desafio do Floor Show: Divididos em duas bandas, gravar vocais para um remix da música "Gods of Death", dos Boulet Brothers e participar da batalha das bandas no palco. - CHAOTIK: Orkgotik, Cynthia Doll, Jay Kay e Throb Zombie. - HELL'S 4 PLAY: Fantasia Royale Gaga, Anna Phylactic, Blackberri e Niohuru X. Vencedor do Floor Show: Orkgotik. Desafio de Exterminação: Fazer uma tatuagem indecente em algum lugar do corpo. Participantes: Anna Phylactic e Niohuru X Exterminado: Anna Phylactic |
| 6        | Pleasure Planet X            | 5 de Dezembro de 2023     | Desafio do Floor Show: Criar um look inspirado no tema "Planeta do Prazer X" e apresentá-lo no palco, junto de um roteiro para a venda dos serviços sexuais do seu personagem. Vencedora do Floor Show: Blackberri. Desafio de Exterminação: Ser conectado a um simulador de "parto alienigena" e aguentar a dor por mais tempo que o outro participante. Participantes: Fantasia Royale Gaga e Jay Kay Exterminado: Jay Kay |
| 7        | The Blacklight Haunted House | 12 de Dezembro de 2023    | Desafio do Fright Feat: Usando apenas kits de maquiagem baratos, fazer uma maquiagem completa em 10 minutos. Prêmio do Fright Feast: Imunidade na exterminação Vencedor do Fright Feat: Throb Zombie. Desafio do Floor Show: Criar e apresentar um look inspirado no tema "Casa Assombrada Neon" dos anos 80, incluindo um segundo look que deve aparecer na luz negra. Vencedora do Floor Show: Niohuru X. Desafio de Exterminação: Atravessar uma labirinto de lasers. Cada caminho errado que o participante tomar gera um choque de alta voltagem. Participantes: Cynthia Doll e Orkgotik Exterminado: Cynthia Doll |
| 8        | Drag Kaiju                   | 19 de Dezembro de 2023    | Desafio do Floor Show: Criar e apresentar um look inspirado no tema "Drag Kaiju" no palco principal. Vencedor do Floor Show: Orkgotik. Desafio de Exterminação: Em duplas, competir em uma luta com bastões (pugil sticks). Participantes: Blackberri vs. Niohuru X e Fantasia Royale Gaga vs. Throb Zombie Exterminado: Fantasia Royale Gaga |
| 9        | The Last Supper Reunion      | 9 de Janeiro de 2024      | O elenco da quinta temporada retorna para a reunião. |
| 10       | The Grand Finale             | 16 de Janeiro de 2024     | Desafio do Floor Show: Criar e apresentar três looks, realizando performances seguindo os três princípios de Dragula: glamour, filfth e horror. Para acompanhar, durante o Floor Show do glamour, os participantes devem performar uma dublagem da música "Destroy Everything You Touch", de Ladytron. Prêmio do Floor Show: O título de mais novo Supermonstro Drag do Mundo, vaga como atração principal da turnê mundial de Dragula e US$ 100.000. Vencedora da temporada: Niohuru X Finalistas: Blackberri, Orkgotik e Throb Zombie |

## Trivia
A quinta temporada de Dragula é a primeira a:
- Ter como participante dois drag kings simultaneamente, Jarvis Hammer e Throb Zombie.
- Coroar uma vencedora originalmente de fora dos EUA, Niohuru X.
- Ter uma indicação ao Emmy[15].